# Oniro (Manuel Viola)
Oniro (c. 1936) és una de les obres més destacades de l'etapa que Manuel Viola i Gamón passà a Lleida, quan encara era conegut com a Josep Viola. Des de 2003, l'obra forma part de la col·lecció del Museu d'Art Jaume Morera de Lleida.
L'obra consisteix en un collage sobre un full de paper molt fi, on també hi ha una inscripció a tinta que s'allarga per les dues cares de la peça:
| «             | Al final de la calle de la Palma una barricada de sacos de arena me interceptaba el paso. Quise apartar algunos de ellos para llegar a la sala central del palacio episcopal, donde la gran mano de madera cubierta de numeros cabalisticos y signos algebraicos preside la silente quietud de los butacones y sillas enfundadas. Los sacos de arena al simple contacto de mis dedos se convertian en neumaticos transparentes que se elevaban en el aire. Intentando coger alguno, corri tras ellos hasta extraviarme en un laberinto de pasarelas tendidas encima de un lago de tinieblas en cuyo fondo la proyección gelatinosa de mis manos aplasta esferas fosforescentes, cuando aparece en la lejania de un desierto el hombre al que se le deshace el ala del sombrero en una tenue espiral de humo que se alarga hasta perderse en el orizonte. Huyendo por el borde de un alto precipicio veo mi diminuta silueta, quieta en el fondo del valle entre dos grandes bidones de hierro al rojo vivo... Alguien intenta hacerme perder el equilibrio y despeñarme. ¡No temo las siniestras banderas izadas en tantos mastiles! ¡Mis pies son luminosos! Responderia a las voces en la lejania repiten monotonamente la palabra «studebaker», si no temiera romper la estrella de papel de estaño que traigo pegada en la boca y que acostumbro a usar en las madrugadas lluviosas que, con el indice de mi mano derecha untado de azufre, salgo a dibujar arbitrarios sistemas circulatorios y orbitas astrales en el cuerpo de las maniquies yacentes a lo largo de la ribera. | » |
| — Josep Viola | |   |

Durant l'època de creació d'aquesta obra, Viola vivia frenèticament a cavall de Lleida i Barcelona, on experimentà de ben a prop el dinamisme propi de l'avantguarda, especialment del surrealisme. Viola adaptà alguns dels plantejaments propis del moviment surrealista, elaborant obres que es podrien qualificar de "poesia plàstica", sublimacions d'art i poesia tan intenses i estretes que resulta difícil distingir on comença un i acaba l'altra.
Oniro és un collage acompanyat de dibuix i poesia, una mena d'híbrid de paraules i imatges, quelcom visible i, alhora, de llegible. A més, aquesta obra representa a la perfecció el canvi que l'esclat de la Guerra Civil produeí en l'artista; el moment en què Viola canvia la plasticitat poètica, fins aquells moments al servei del pensament i la filosofia, per alinear-la al costat de la revolució. Són els anys en els quals es manté més proper a Barcelona; el moment en què es vincula amb l'ADLAN (Amics De L'Art Nou), quan signa el Manifest Logicofobista, i participa, amb Lamolla i Cristòfol, en l'exposició del mateix nom (Galeries Catalònia, Barcelona, maig de 1936). El triomf del feixisme, però, s'encarregarà de truncar qualsevol expectativa i aniquilà les possibilitats creatives que Viola hagués pogut desenvolupar per aquest camí, ja que un cop les tropes franquistes entraren a Lleida, Josep Viola fugí de la ciutat per no tornar-hi fins quan ja era un Manuel Viola, un pintor ja consolidat en el seu art.